# Fulgor Libertas Forlì
La Fulgor Libertas Forlì è stata la principale squadra di pallacanestro della città di Forlì dopo la scomparsa della Libertas Pallacanestro Forlì nel 1999.
Questa denominazione nacque ufficialmente nella stagione 2003-04, quando la Fulgor Forlì raccolse anche il nome della Libertas Basket '80, che aveva ceduto a Cesena il proprio titolo di Serie B2. A partire dalla stagione cestistica 2010-11 militò nel campionato di Serie A2 Gold.

Nel corso della stagione 2014-15 si ritirò dal campionato a causa di mancati pagamenti e di irregolarità e venne radiata dalla Federazione Italiana Pallacanestro.

## Storia
La squadra di pallacanestro fu fondata nel 1949 da don Stefano Cozzi, salesiano. La sede storica era ed è rimasta l'oratorio di San Luigi. A metà degli anni 50 la Fulgor raggiunse per la prima volta la Serie C.
Negli anni sessanta e settanta si continuò a livello provinciale e regionale, non andando oltre la Serie D. Negli anni ottanta la squadra salì di categoria, passando nel giro di poche stagioni dalla C2 alla C1 fino a raggiungere la B2 nel 1986. Retrocessa subito in C1, tornò in Serie B2 nel 1993 dove rimase in tale categoria fino alla promozione della stagione 1999-2000 dove militavano Giampaolo Di Lorenzo e Rod Griffin.
La B1 venne raggiunta nel 2000 e da allora la Fulgor non si è più mossa, disputando alcuni campionati di vertice.
Nel 2003 ha vinto la Coppa Italia di Serie B1.
Il campionato 2004-05 la vede disputare la finale promozione contro Casale Monferrato uscendone sconfitta per 3-2 dopo essere stata in vantaggio nella serie per 2 a 1.
La stagione 2005-06 chiude la regular season al quarto posto e viene eliminata in semifinale play-off per 2 a 1 da Soresina.
Stessa sorte per la stagione successiva dove chiude il campionato regolare al primo posto per poi perdere la semifinale playoff nella sciagurata serie contro Osimo dopo essere stata in vantaggio per due partite a zero e nella fatidica gara 3 dove Forlì si trovava a +2 a 5 secondi dal termine, la squadra biancorossa è riuscita incredibilmente a perdere 3 match di fila.
Il campionato 2007-08 chiude in terza piazza la stagione e viene successivamente eliminata ai quarti da Treviglio per 2-0.
Nella stagione 2008-09 con l'arrivo in panchina della bandiera Giampaolo Di Lorenzo, giocando una pallacanestro spumeggiante chiude la stagione regolare nuovamente al primo posto, viene successivamente eliminata in semifinale da Casalpusterlengo con un perentorio 3-0 e perde contro i lombardi anche la finale di coppa Italia giocata in casa al PalaGalassi.
Nella stagione 2009-10 raggiunge il primo posto nella stagione regolare per la terza volta nella storia e disputa le finali scudetto. Perde contro Barcellona 3-1 con una formazione pienamente rimaneggiata; nella successiva finalina (valida per la promozione in Legadue) sfida la Fortitudo Pallacanestro Bologna. La serie è al meglio delle cinque partite. Il duello è entusiasmante e termina solamente all'ultimo secondo della decisiva gara 5, quando un tiro in precario equilibrio del fortitudino Matteo Malaventura regala la promozione sul campo ai bolognesi in trasferta al PalaFiera. Tuttavia, nel corso dell'estate la Fortitudo non viene ammessa alla Legadue a causa della propria situazione finanziaria, per cui Forlì viene ripescata.
La stagione 2010-11 ha uno svolgimento al cardiopalmo: per tutto il campionato Forlì naviga nelle ultime posizioni. Poi chiude con un'impresa: nelle ultime nove giornate i bianco-rossi vincono 8 gare su nove e guadagnano un'insperata salvezza. Il momento di svolta si ha nel gennaio 2011: quando mancano nove giornate alla fine, il tecnico Di Lorenzo viene esonerato; al suo posto subentra Nenad Vučinić. Inoltre viene rivoluzionata la squadra. Sette decimi vengono ceduti; i due principali arrivi sono Shawn Huff (Finlandia) e Bobby Jones (USA). Nella sua incredibile rimonta, Forlì ottiene la salvezza battendo anche squadre di vertice, quali Barcellona e Casale Monferrato.
La stagione 2011-12 vede una mini rivoluzione di squadra: partono Bobby Jones (direzione Pistoia), Leemire Goldwire, a Brescia e Mitchell Poletti in quel di Brindisi. Vengono confermati dal coach Nenad Vučinić, il play passaportato Mike Nardi e il finlandese Shawn Huff, a questi si aggiungono i due statunitensi: la guardia tiratrice Austin Freeman e il centro Tony Easley. Viene promosso in quintetto il giovane Luca Campani. La stagione parte bene: vittoria contro Scafati alla prima giornata, poi segue una leggera flessione. A metà campionato Forlì si trova a 12 punti già orfana di Nardi (infortunatosi alla quarta giornata) ed Easley (ceduto prima di Natale alla Dinamo Sassari in Serie A). Nel girone di ritorno le prestazioni della Fulgor conoscono un declino repentino. I continui cambi di giocatori portano la formazione romagnola all'ultimo posto con sole 9 vittorie all'attivo e una retrocessione già metabolizzata dai propri tifosi.
In estate, dopo aver scongiurato il fallimento grazie all'apporto di alcuni soci, la FulgorLibertas viene ripescata in Legadue grazie alla mancata iscrizione di Piacenza. Per disputare la stagione 2012-13 vengono rivoluzionate società e squadra: arriva come general Manager Ario Costa e in panchina Sandro Dell'Agnello. Gli unici confermati della passata stagione sono il play/guardia Stefano Borsato, il giovanissimo Nicolò Basile (già under 18 in nazionale) e l'ala Nicola Natali. Con un budget ridotto la società riesce a confermare Terrence Roderick, già protagonista delle ultime uscite della stagione precedente, e mette sotto contratto un giocatore giramondo, il bosniaco Miroslav Todić. A completare il roster viene ingaggiato il debuttante americano Bo Spencer, l'ala Stefano Simeoli il passaportato capocannoniere della DNA Bernardo Musso, il centro d'esperienza Mattia Soloperto e ultimo - in ordine d'arrivo - la promessa del basket italiano Amedeo Tessitori, in prestito da Sassari. Dopo un avvio con qualche sconfitta di troppo, la formazione allenata da Sandro Dell'Agnello infila una serie positiva. La Fulgor conclude la stagione con un netto recupero che la porta al quinto posto della classifica finale e alla qualificazione ai Playoff. Al primo turno i romagnoli cedono alla più talentuosa Brescia (che verrà poi sconfitta solamente in finale da Pistoia).
La stagione 2013-14 vede la formazione romagnola incontrare molte difficoltà per l'iscrizione al torneo, ma dopo varie voci di cessione dei diritti si ritrova nuovamente ai nastri di partenza della nuova Divisione Nazionale A Gold. La squadra viene nuovamente rivoluzionata e nonostante le difficoltà economiche disputa un campionato in cui lotta per la salvezza fino alle battute finali. Forlì non raggiunge l'obiettivo del mantenimento della categoria a causa dell'inesperienza (ben sei partite perse all'ultimo tiro). Nonostante la retrocessione, sono due le note positive che fanno ben sperare per il futuro: Tyler Cain, che si rivela un vero talento; il giovane Nicolò Basile. A fine stagione, dopo le solite affannose ricerche per trovare fondi all'iscrizione in A2 Silver, la Fulgor Libertas viene nuovamente ripescata a causa della rinuncia di Montegranaro all'iscrizione al torneo e anche grazie al fallimento della Mens Sana Siena, che lascia il posto a Capo d'Orlando in Serie A.
Nell'agosto 2014, la vecchia proprietà cede circa il 99% delle quote al Gruppo Industriale Chirisi-Boccio. In una conferenza stampa di presentazione, il bolognese Massimiliano Boccio annuncia la volontà di rendere la Fulgor Libertas la prima società cestistica quotata in borsa grazie a un aumento di capitale di 5 milioni di euro. La stagione è però condizionata da problemi economici e societari, al punto da generare lo sciopero sia della squadra che dello staff. A dicembre i giocatori abbandonano la città, in campo scende l'Under 19 che accusa sconfitte con scarti di 85 e 88 punti. Il 2 gennaio 2015 viene comunicata dalla proprietà la decisione di ritirare la squadra dal campionato. Il 10 aprile 2015 il tribunale sancisce il fallimento della società. Nel corso dell'estate 2015 alcuni organi di stampa riportano la notizia secondo cui Boccio sarebbe indagato insieme alla moglie per truffa aggravata, aumento fittizio del capitale sociale, infedeltà patrimoniale e bancarotta fraudolenta.

## Impianto di gioco
Fiore all'occhiello della città di Forlì è il PalaGalassi impianto inaugurato nel 1987 con una capacità di oltre 7.500 posti di cui 5676 a sedere, con una visibilità perfetta in ogni punto del palazzo.

L'impianto si suddivide in tre anelli: parterre con poltroncine, tribuna numerata e gradinate.

## Il settore giovanile
Da sempre la formazione della Fulgor Forlì ha eccelso nella qualità del settore giovanile. In tutte le categorie, dal minibasket ai juniores, i giovani forlivesi hanno giocato contro le più blasonate squadre giovanili italiane, ottenendo spesso anche memorabili vittorie.
La Fulgor può vantare la partecipazione alle seguenti finali nazionali:
- Allievi (Reggio Emilia 1970)
- Cadetti (Roseto degli Abruzzi 1971)
- Ragazzi (Castrocaro 1985)
- Allievi (Grado)
- Juniores (Trapani 1989)
- Juniores (Santeramo 1993).

## Squadra 2014-2015
| Num. | Naz.                                    | Giocatore             | Anno | Alt. (cm) | Ruolo |
| ---- | --------------------------------------- | --------------------- | ---- | --------- | ----- |
| 3    | Stati Uniti (bandiera)                  | Ty Abbott             | 1988 | 192       | G     |
| 5    | Slovenia (bandiera) · Italia (bandiera) | Sani Bečirovič        | 1981 | 196       | P     |
| 9    | Italia (bandiera)                       | Marco Carraretto      | 1977 | 197       | A     |
| 10   | Italia (bandiera)                       | Matteo Frassineti (C) | 1987 | 195       | A     |
| 11   | Croazia (bandiera)                      | Andrija Žižić         | 1980 | 206       | C     |
| 14   | Italia (bandiera)                       | Davide Bruttini       | 1987 | 203       | C     |
| 15   | Italia (bandiera)                       | Lorenzo Saccaggi      | 1992 | 187       | P     |
| 16   | Italia (bandiera)                       | Davide Andreaus       | 1986 | 202       | A     |
| 19   | Italia (bandiera)                       | Stefano Saletti       | 1997 | 198       | A     |
| 24   | Italia (bandiera)                       | Lorenzo Brighi        | 1994 | 191       | A     |

Staff tecnico:

Allenatore: Alessandro Finelli

Vice-allenatore: Federico Vecchi

Assistente: Rod Griffin

Preparatore atletico: Max Annoni

Team manager: Maurizio Solfrizzi

## Partecipazione ai campionati
| Livello | Categoria             | Partecipazioni | Debutto   | Ultima stagione |
| ------- | --------------------- | -------------- | --------- | --------------- |
| 2°      | A2                    | 5              | 2010-11   | 2014-2015       |
| 3°      | B1 Serie A Dilettanti | 10             | 2000-01   | 2009-2010       |
| 4°      | B2 Serie B Dilettanti | 8              | 1993-1994 | 1999-2000       |

## Palmarès
- Coppa Italia LNP: 1

2003

## Premi
- 1990: Stella d'Argento CONI (al merito sportivo)
- 1990: Stella di bronzo (ai dirigenti)
- 2003: Vince Coppa Italia Serie B D'eccellenza

## Sponsor
- 2000-2001 Gruppo CDA
- 2001-2010 VemSistemi
- 2010-2012 MarcoPoloShop.it
- 2012-2013 Le Gamberi Foods
- 2013-2014 Credito di Romagna

## Tifosi
Il gruppo ultras è quello degli Ultras Forlì 1997, che segue le vicende della squadra forlivese in casa e in trasferta.
Uno storico gruppo di sostenitori è quello del Basket Club Marini, fondato nel 1981.

### Gemellaggi
- RB Montecatini
- Pall. Trieste

### Rivalità
- Fortitudo Bologna
- Basket Rimini
- A. Costa Imola
- Junior Casale
- Pistoia Basket
- Virtus Bologna
- Pall. Treviso
- Pall. Roseto
- Amici Pall. Udinese
- Basket Ravenna
- Benedetto XIV Cento
- Kleb Ferrara